# Colin Berry (présentateur)
Pour les articles homonymes, voir Colin Berry et Berry (homonymie).
Colin Berry (né le 29 janvier 1946 à Welwyn Garden City (Hertfordshire, Angleterre) et mort le 16 avril 2025) est un animateur de radio et présentateur de journal britannique.

## Biographie

### Carrière
Colin Berry commence sa carrière en présentant les nouvelles pour Radio Caroline en 1965. Avant cela, il travaille dans l'administration de Granada Television et Westward Television puis de Radio Caroline. En 1967, après la fin de Radio Caroline, Berry travaille dans l'administration de Yorkshire television tandis qu'il est DJ et animateur le dimanche après-midi sur BBC Radio Kent. Pendant l'été 1971, il est annonceur sur HTV.
Colin Berry fait un bref passage à BBC Radio 1 dans l'écriture et la présentation de programmes, avant de rejoindre BBC Radio 2 comme annonceur et présentateur en 1973. Il sera employé de la station pendant trente-trois ans. Il fait l'intérim des principaux animateurs comme Terry Wogan, Jimmy Young ou David Hamilton. Il présente aussi des programmes pour British Forces Broadcasting Service.
Il est le porte-parole du Royaume-Uni au Concours Eurovision de la chanson présentant les votes du pays de 1975 à 2002 (manquant 1980 et 1998). Il apparaît également dans les programmes suivants : The Generation Game, Blankety Blank, Top of the Pops, Going Live!, Dale's Supermarket Sweep, Bargain Hunt... Après 60 ans, il continue de présenter les nouvelles sur BBC 2 jusqu'en septembre 2012 et la vague de licenciements dans la BBC. Après avoir animé les samedis soirs de BBC Three Counties Radio à partir de 2004, il présente une émission hebdomadaire en 2009 et 2010 sur les radios locales de la BBC à l'est du pays puis continue occasionnellement sur BBC Three Counties Radio puis d'autres radios locales de la BBC.

### Mort
Colin Berry meurt le 16 avril 2025 à l’âge de 79 ans.

## Source de la traduction
- (en) Cet article est partiellement ou en totalité issu de l’article de Wikipédia en anglais intitulé « Colin Berry » (voir la liste des auteurs).